# Architekturpreis Zukunft Wohnen
Der Architekturpreis Zukunft Wohnen war ein deutscher Architekturpreis. Er wurde ab 1994 neunmal ausgeschrieben, letztmals im Jahr 2012.

## Geschichte
Mit der Stiftung des Architekturpreises Zukunft Wohnen durch die deutschen Zementhersteller war Anfang der 1990er Jahre das Ziel verbunden, für die kommenden Bauaufgaben im Wohnungsbau eine qualitätvolle Ausführung einzufordern. Die Fachvereinigung Deutscher Betonfertigteilbau e. V. schloss sich diesem Ansinnen mit der Stiftung eines Sonderpreis für den vorbildlichen Einsatz von Betonfertigteilen an. Trotz des damals herrschenden Wohnungsmangels sollten die neuen Wohnungen nicht nur preiswert, sondern auch anspruchsvoll in ihrer architektonischen Qualität sein.
Diese Themen dominierten den 1994 in Köln durch die deutschen Zementhersteller initiierten zweitägigen Kongress „Zukunft Wohnen“. Über 850 Teilnehmern und Referenten aus allen Bereichen der Bauwirtschaft. Architekten, Stadtplaner, Ingenieure, Soziologen, Publizisten und Politiker diskutierten dort die aktuellen Fragen des Wohnungsbaus. Seither wurden und werden in zahlreichen Veranstaltungen des „Forums Zukunft Bauen“ bundesweit Mittel und Wege zum preiswerten und dennoch qualitativ hochwertigen Wohnungsbau diskutiert.
Die Auslobung des mit 25.000 Euro dotierten Architekturpreises Zukunft Wohnen sollte die Aufmerksamkeit einer erweiterten Öffentlichkeit auf die zukunftsweisenden Aufgaben im Wohnungsbau lenken. Veränderungen in der Bevölkerungsstruktur, sich regional differenzierende städtebaulichen Anforderungen, neue Ansprüche der Bewohner an die Wohnung, energetische Erfordernisse und die Notwendigkeit, nachhaltige Projekte zu entwickeln und zu realisieren, stehen dafür beispielhaft. Jedes Bauprojekt muss sich individuell und intensiv mit diesen und weiteren Fragen beschäftigen. Mit dem Architekturpreis Zukunft Wohnen sollte vorbildliches Handeln in diesem Bereich gewürdigt werden.
Der Architekturpreis Zukunft Wohnen wurde in den Jahren 1994, 1996, 1998, 2000, 2002, 2004, 2007 und 2009 vergeben. Die letzte Verleihung folgte im Jahr 2012 von der deutschen Zement- und Betonindustrie in Kooperation mit dem Bund Deutscher Baumeister, Architekten und Ingenieure (BDB); das Bundesministerium für Verkehr, Bau und Stadtentwicklung hatte die Schirmherrschaft übernommen. Der Architekturpreis Zukunft Wohnen 2012 war mit insgesamt 24.000 Euro dotiert.

## Preisträger
- 1994
  - Mehrfamilienhaus, München | Baur & Deby, München
  - Wohnquartier Birkhof-Ost, Stuttgart-Vaihingen | Kaiser + Kaiser, Stuttgart
  - Kostengünstiger Wohnungsbau, Ingolstadt | Ebe + Ebe, München
  - Wohn- und Gewerbeobjekt, Bonn-Bad Godesberg | Krenz, Meier + Assoziierte, Bonn
  - Wohnbebauung Jessen-Nord | Schröder-Zeis-Scharbau, Hamburg
  - Die Glashausnachbarschaft, Darmstadt-Kranichstein | Gitter + Hamacher, Darmstadt
- 1996
  - Wohnhaus Scheuring, Köln | Hannabil-Scheuring, C. und Scheuring A., Köln
  - Wohnanlage Waldkraiburg | Andreas Meck, München
  - Integriertes Wohnen, Ingolstadt | Andreas Meck und Stephan Köppel, München
  - Prosper III, Bottrop | Oswald und Schneiter, Bern mit Rupprecht, Bochum
  - Bürgipfad, Berlin-Lichterfelde | Wiechers + Beck, Berlin
- 1998
  - Niedrigenergiehaus, Berlin-Marzahn | Assmann, Salomon und Scheidt, Berlin
  - Wohnbebauung Breite, Esslingen | Kohlhoff & Kohlhoff, Stuttgart
  - Kostengünstiger Wohnungsbau, Königsbrunn | Fink Thurnher, A-Bregenz
  - Wohnbebauung Regensburg | Fink + Jocher, München
- 2000
  - Estradenhaus, Berlin | Wolfram Popp, Berlin
  - New Loft / Kölner Brett, Köln | Brandlhuber & Kniess + Partner, Köln
  - Wohnhaus Stadtvilla, Kassel | Alexander Reichel, Kassel
  - Wohnen am Platanenhof, Wiesbaden | Peter Kulka, Köln
- 2002
  - Haus am Cöllenhof, Bonn | Uwe Schröder mit Stefanie Schmand, Bonn
  - Genossenschaftliches Wohn- und Seniorenzentrum, Weimar | Schettler & Wittenberg, Weimar
  - Studentenwohnungen am Landrain, Halle | Gernot Schulz und Annette Hillebrandt, Köln
  - Quartier Vorfeld, Neu-Ulm | Fink + Jocher, München
  - Wohnen in der Stadt, Hamburg | Kleffel Köhnholdt und Partner Architekten, Hamburg
- 2004
  - Wohn- und Geschäftshaus Creuzburg, Weimar | Jung & Reich, Weimar
  - Wohnzeile in Ingolstadt, Ingolstadt | Beyer + Dier mit Rosmarie Probeck
  - Studentenwohnheim Neue Burse, Wuppertal | ACMS Architekten GmbH, Wuppertal
  - Wohnbebauung am Ackermannbogen, München | Andreas Meck, München
  - Wohnbebauung Innenhafen Duisburg | Ingenhoven Overdieck und Partner, Düsseldorf
- 2007
  - Juryvorsitz: Thomas Jocher
  - Apartmenthaus am Kurfürstendamm, Berlin | Heide von Beckerath mit Andrew Alberts
  - wohnwer[f]t am Rheinauhafen, Köln | Oxen + Römer und Partner, Architekten BDA
  - Internationales Studentenwohnheim, Lübeck | MAI Stadtplaner + Architekt BDA, Lübeck
  - Patio-Wohnen im DichterviertelStandort, Leinefelde | Stefan Forster, Frankfurt am Main
  - Baugruppe B55 Dragonerareal, Karlsruhe | architectoo – schoch + eichhorn, Karlsruhe | Reich + Seiler, Karlsruhe | Uwe Ehrler, Karlsruhe | Baurmann + Dürr, Karlsruhe | Wacker + Fern, Karlsruhe | Peter Neideck, Potsdam | Strolz + Weisenburger, Karlsruhe
  - Wohn- und Geschäftshaus Alte Schönhauser Straße, Berlin | ANGELIS+PARTNER, Oldenburg und Berlin
- 2009
  - sc11 Wohnungsbau Schönholzer Straße 11, Berlin | Zanderroth Architekten, Berlin
  - Neubau von Wohnungen „Alfred-Delp-Weg“, Göttingen | Sergio Pascolo Architects, Venedig
  - Haus W, Lilling | att Architekten, Nürnberg
  - Sanierung Prager Zeile, Dresden | Knerer und Lang Architekten GmbH, Dresden
  - Neubau und Erweiterung Gästehaus Schloss Hohenkammer | Brückner & Brückner, Tirschenreuth
  - Custom-Made, Wutöschingen | Matthias Maurer, Freier Architekt, Wutöschingen
  - Wohnhaus am Stadtpark, Neu-Ulm | Architekturbüro Wallner, München
- 2012
  - STADT WOHN RAUM, München | Thomas Unterlandstättner
  - Leben in der Schmiedestraße, Meckel | Rainer Roth Architekt
  - Wohnanlage Neue Burg, Detmerode | KSP Jürgen Engel Architekten GmbH
  - Baugruppe Südstadtschule | MOSAIK-Architekten, BDA
  - Wohnhaus Papenstraße, Stralsund | Christoph Meyn Architekt BDA gnadler.meyn.woitassek architekten innenarchitekten gbr stralsund
  - Penthouse, Berlin | Christof Mayer, Büro für Architektur und Städtebau[1]